# Defying Destiny
Defying Destiny è un film del 1923, diretto da Louis Chaudet. 

## Trama
Le continuate piogge torrenziali hanno sommerso il ponte della cittadina di Riverdale, per cui il calesse di cui diversi giovani ragazzi sono passeggeri non riesce a riportare a casa una di essi, Beth Alden, che, avvertiti telefonicamente i genitori, si ferma per la notte a casa dei genitori del compagno Jack Fenton, in attesa che il tempo si faccia più clemente. Quella notte però un incendio si sviluppa a casa dei Fenton: Jack perde entrambi i genitori nell'incidente catastrofico, ma riesce a trarre in salvo Beth, rimediandone comunque uno sfregio indelebile sul volto, causato dalla furia dell'incendio.
Il banchiere John Alden, padre di Beth, in segno di riconoscenza per il salvataggio eroico compiuto da Jack verso sua figlia, gli offre il posto di cassiere - molto ambito da chi, come Jack, apparteneva alla classe meno abbiente della società - nella propria banca.
Passa una decina d'anni, e fra Jack e Beth è nato l'amore. Ma anche il vicedirettore della banca, Henry Wilkens, è invaghito di Beth, e, con l'assenso di John, che lo ritiene un miglior partito, cerca di allontanare Beth da Jack, che intanto è stato promosso capo-cassiere (e che si è comprato una nuova auto, facendo forse eccessivo affidamento sulle sue migliorate condizioni finanziarie), a detrimento di Sam Harris, altro dipendente della banca che aspirava al posto, spinto dall'esosa giovane moglie.
Alcuni ammanchi di denaro imputabili a Jack vengono rilevati, nella contabilità bancaria, da Henry Wilkens, che, in un giorno festivo, li comunica al direttore John: entrambi cercano quindi di mettersi immediatamente in contatto con Jack (il presumibile ladro), il che, ai tempi in cui esistevano solo telefoni fissi, e anche pochi, significava raggiungerlo di persona là dove con maggior probabilità si fosse trovato, ovvero, in questo caso, al country club, punto d'incontro irrinunciabile per quanti nella cittadina avessero attinto, o volessero mostrare di aver attinto, un certo grado di distinzione sociale. E lì si trova in effetti Jack, e lì viene tratto in arresto, con grande scandalo del bel mondo.
Nonostante Jack venga assolto dal crimine imputatogli, l'intera opinione pubblica della cittadina, come un branco di lupi affamati, è contro di lui; viene licenziato da John Alden (ufficialmente per mantenere il buon nome dell'azienda bancaria presso il pubblico ostile a Jack, ma soprattutto perché il direttore è sempre favorevole a Wilkens), è allontanato dal club, e persino la zia di Jack dubita del nipote. Solo Beth continua a credere in Jack, ma i tentativi dei due di rintracciarsi, dopo il processo, vengono resi vani dalla famiglia della giovane, cosicché quando Jack, disgustato, sta per lasciare il paese, entrambi sono amaramente convinti che il partner abbia perso interesse alla relazione.
Nella grande città Jack, vittima di un incidente, viene ricoverato in ospedale, dove il dottor Gregory, specialista nell'allora nuova branca della chirurgia plastica ed in cerca di affermazione (e di denaro), notato il suo sfregio sul volto, gli propone di sottoporlo ad un'operazione che, eliminando le cicatrici, gli cambierà i connotati. L'operazione riesce: il dottor Gregory diventa una celebrità, si arricchisce, e compiega un lauto assegno, come promesso, a Jack. Il quale, dal canto suo, nutrito da sentimenti di vendetta, fa ritorno a Riverdale, e precisamente al country club.
Nella sua cittadina natale - dove intanto Sam Harris, sul letto di morte, aveva confessato a Wilkens di essere il colpevole degli ammanchi alla banca – nessuno riconosce Jack, grazie anche al nuovo paio di baffi che egli sfoggia, tranne Beth, che, avendo accettato nel frattempo a malincuore le avances di Wilkens, tiene comunque la cosa segreta. Jack, grazie al denaro datogli dal dottor Gregory, si inserisce nella vita economica del posto, oltre a diventare un mito, col suo nuovo aspetto, per la popolazione femminile (compresa la vedova Harris).
Jack è in grado ora, con mezzi perfettamente legali, di far sborsare al direttore John Alden una immane somma di denaro per evitare che una nuova azienda inquinante metta in pericolo il country club. Jack rinuncia tuttavia all'azione, a patto che la comunità dei benpensanti di Riverdale, alla quale egli rivela la sua identità, si penta dell'ostracismo cui lo aveva sottoposto tempo prima. Le scuse sincere gli giungono, infine, e Jack può riunirsi a Beth.

## Distribuzione
Il film era considerato perduto prima di essere ritrovato in Nuova Zelanda insieme ad altri film statunitensi, ed affidato alla custodia del  George Eastman Museum di New York nel 2010.